# 삼목선착장
삼목선착장(한국 한자: 三木船着場)은 인천광역시 중구의 영종도(운서동) 북부, 과거 삼목도였던 곳에 위치한 부두이다.
인천국제공항 건설을 위해 영종도와 용유도 사이에 방조제(1992년 11월 21일 - 1994년 10월 30일)가 건설되자 인천항 연안부두에서 옹진군 북도면의 섬들(신도, 시도,모도, 장봉도 등) 사이를 연결하는 배편의 운항이 어렵게 되었다. 이에 따라 북도면 주민들의 교통 편의와 물자 운송을 위하여 삼목 선착장이 만들어졌다. 선착장의 이름은 삼목도에서 따왔다.

## 운항 노선
여객선은 삼목선착장과 신도·장봉도 사이를 운항하는 (주)세종해운의 선박 노선과 (주)한림해운의 선박노선으로 구성되어 있으며,세종해운은 하루 13회 운항한다. 주말과 공휴일에는 13항차(오후 7시 30분 삼목 출발) 배편은 운항하지 않는데, 명절과 여름 휴가철에는 운항한다.

## 요금
운임은 삼목-장봉 구간(편도)을 기준으로 대인 3천원(도서민 2천200원)이고, 해당 구간 차량 운임은 승용차를 기준으로 1만5천원(도서민 1만원)이다.

## 운행 선박
- 세종3호
- 세종5호
- 세종7호
- 세종9호

## 교통 불편
북도면 주민들은 삼목-신도 간 여객선의 야간 운항(오후 9시 삼목 출발)과 영종도-신도 연도교의 조속한 착공을 요구하고 있다.
현재 삼목-신도 간 여객선은 오후 7시 30분(주말·공휴일 오후 6시 10분)까지만 운항해 신ㆍ시ㆍ모도에서 영종도로 통학하는 학생들이 학원 수강을 하지 못하는 등 불편을 겪고 있고 주말 관광객이 섬에 들어오는데 차질이 있기 때문이다. 이 때문에 2015년 6월 1일부터 여객선 1대가 추가로 투입될 예정이다.

## 같이 보기
- 영종도
- 북도면
- 삼목항